# Vodouš ochotský
Vodouš ochotský (Tringa guttifer) je středně velký druh slukovitého ptáka nenápadného vzhledu, který hnízdí ve východním Rusku kolem Ochotského moře a na zimu táhne nejčastěji do jihovýchodní Asie. 

## Systematika
Druh popsal Alexander von Nordmann (odtud anglické běžné jméno druhu Nordmann's greenshank) v roce 1835. Druh se řadí do rodu Tringa v rámci čeledi slukovitých a řádu dlouhokřídlých. Netvoří žádné poddruhy. Druhové jméno guttifer pochází z latinského gutta („kapka“) a -fera („nosící“).

## Rozšíření a populace
Vodouš ochotský hnízdí ve východním Rusku podél jihozápadního a severního pobřeží Ochotského moře včetně ostrova Sachalin. Zimoviště se nachází při nejmenším v Bangladéši, Myanmaru, Thajsku, Kambodži, Vietnamu a Malajsii. Vodouši byli zaznamenáni i v řadě dalších asijských zemích (Indie, Japonsko, kontinentální Čína), avšak není zcela jasné, zda se jednalo o protahující nebo zimující jedince. Na zimovištích se vodouši vyskytují na wattových březích u pobřeží v blízkosti říčních delt. Hnízdí biotop druhu tvoří hlavně podmáčené pobřeží laguny s řídkými modřínovými lesy.
Celková populace je poměrně malá, kolem 1000–2000 jedinců.

## Popis
Délka těla dosahuje 29–32 cm, křídlo je dlouhé 169–183 mm, zobák 48–58 mm, běhák 42–48 mm, ocas 62–67 mm. Zobák je jemně ohnutý nahoru, krátké nohy jsou žluté. Svatební šat je svrchu černý s bílým výrazným flekováním. Hlava a horní strana krku jsou výrazně černobíle flekovány. Korunka je tmavě hnědá, uzdička tmavá. Spodní část hřbetu, kostřec a svrchní část ocasních krovek jsou bílé. Ocas je bílý s jemnými našedlým flekováním. Spodina je bílá, přičemž hruď, horní část břicha a boky mají výrazné černohnědé kruhové a srdíčkovité skvrny. V prostém šatu je čelo a obočí bílé. Korunka a šíje jsou světlé s jen velmi jemně znatelnými flíčky. Svrchní strana prostého šatu je jinak převážně bledě šedá, spodina bílá se světle šedým flekováním na hrudi a spodní části krku.
Vodouš ochotský silně připomíná vodouše šedého (Tringa nebularia), od kterého se odlišuje menší výškou, dále menšíma, žlutě zbarvenýma nohama a rovnějším zobákem.

## Biologie
Živí se vodními bezobratlými živočichy a rybkami. Potravu sbírá v bahně a v mělkých vodách, ve kterých je vodouš ochotský často ponořen až po břicho.

### Hnízdění
Doba hnízdění nastává mezi červnem a srpnem. Hnízdo si staví na modřínových stromech kolem 2–5 m nad zemí. Hnízdní materiál tvoří modřínové větvičky, mech a lišejníky. Ke snášení vajec dochází v první polovině června. Snůšku tvoří cca 4 vejce, inkubují oba partneři. Ptáčata se začínají klubat koncem června. Den až dva po vyklubání jsou mláďata vyvedena rodiči k lagunám za potravou.

## Ohrožení a ochrana
Mezinárodní svaz ochrany přírody hodnotí vodouše ochotského jako ohrožený druh. Populace je podle všeho na rychlém ústupu vlivem mizení přirozeného habitatu, především mokřadů a wattového pobřeží v Asii následkem průmyslové výstavby, vzniku nové infrastruktury či vzniku akvakulturních chovů. Vodouši ochotší však nejsou ohroženi jen na svých zimovištích; v ruských hnízdištích dochází k degradaci habitatu vodoušů soby polárními, hnízdiště ohrožuje i výstavba ropovodů a další infrastruktury pro těžbu ropy, a v Rusku dochází i k lovu vodoušů.